# ساواكو هاتا
ساواكو هاتا (هانغل: 秦 佐和子) هي مغنية وممثلة صوت يابانية. ولدت في 14 سبتمبر 1988 في أوساكا، اليابان.

## روابط خارجية
- ساواكو هاتا على موقع IMDb (الإنجليزية)
- ساواكو هاتا على موقع ميوزك برينز (الإنجليزية)
- ساواكو هاتا على موقع ديسكوغز (الإنجليزية)
- ساواكو هاتا على موقع قاعدة بيانات الفيلم (الإنجليزية)
- ساواكو هاتا على موقع ANN person (الإنجليزية)